# Martin Luthers församling
Martin Luthers församling var en församling i Göteborgs stift och Halmstads och Laholms kontrakt och låg i Halmstads kommun. Församlingen uppgick 2016 i Halmstads församling.

## Administrativ historik
Församlingen bildades 1962 genom en utbrytning ur Halmstads församling som samtidigt namnändrades till S:t Nikolai församling. När Martin Luthers församling bildades hade den 21 607 invånare och omfattade en landareal av 13,36 kvadratkilometer.
Martin Luthers församling var från 1962 till 1970 moderförsamling i pastoratet Martin Luther och Övraby för att från 1970 till 2014  utgöra ett eget pastorat. Från 2014 ingick församlingen i Halmstads pastorat. Församlingen uppgick 2016 i Halmstads församling.

## Kyrkor
- Martin Luthers kyrka
- Andersbergskyrkan
- Olaus Petri kyrka